# Relaciones España-Uzbekistán
Las relaciones España-Uzbekistán son las relaciones bilaterales entre estos dos países.
El embajador uzbeko, Rakhmatulla Nurimbetov, declaró que las relaciones entre ambos países tienen un “gran potencial no aprovechado”, especialmente en materia agrícola, turística y científica, por lo que ha invitado a los empresarios españoles a “invertir y contribuir al desarrollo del país”, como las empresas Talgo y Marsans, y ha expresado su deseo de que España abra una embajada en Taskent “en un futuro próximo”.

## Relaciones diplomáticas

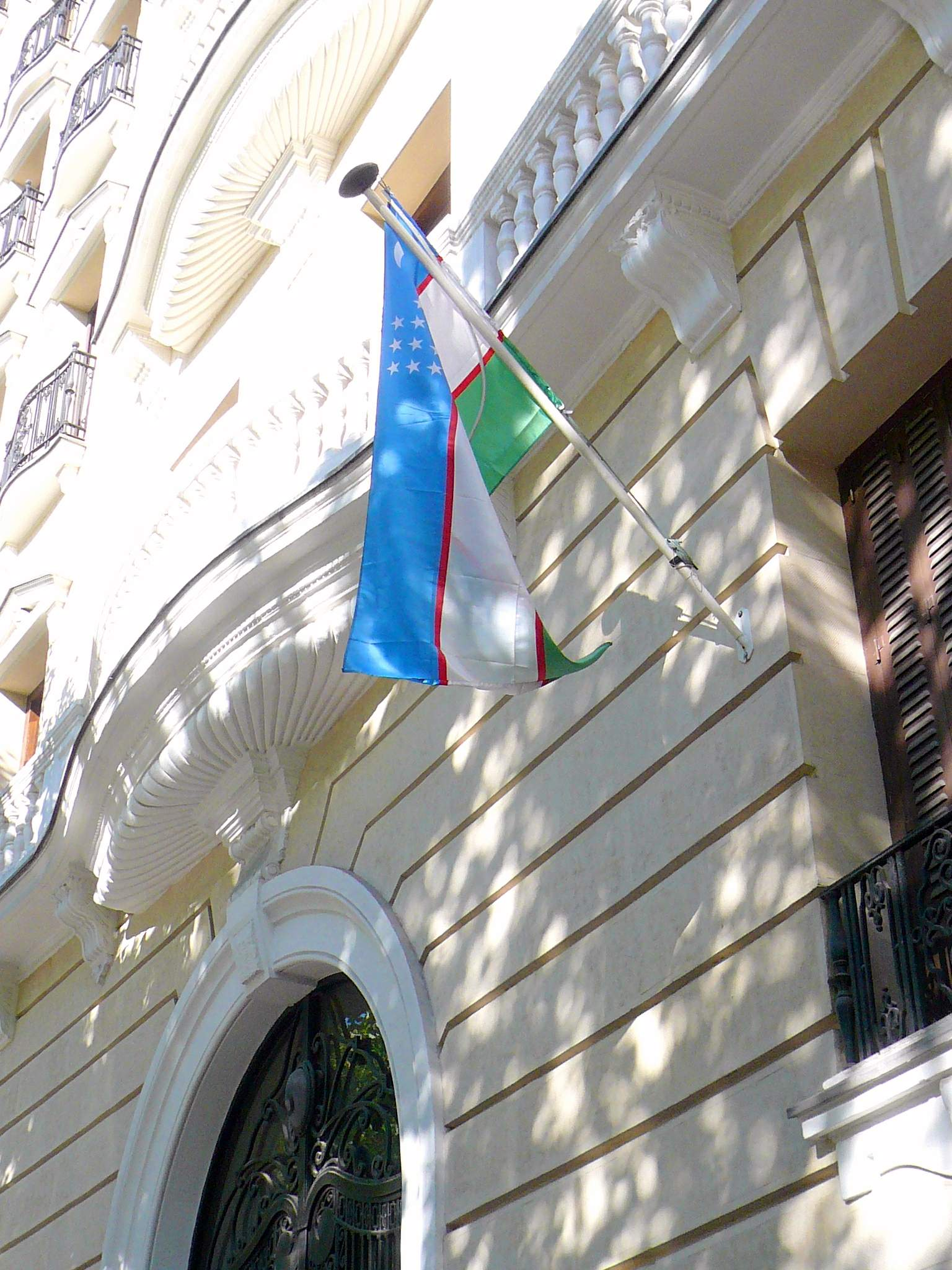
Embajada de Uzbekistán en Madrid.

La Embajada de Ruy González de Clavijo a principios del siglo XV en Samarcanda, capital del imperio del Emir Timur, más conocido en Occidente como Tamerlán (que en persa significa, despectivamente, “Timur el Cojo”), representa un hito histórico de las relaciones entre España y Uzbekistán al que todavía se hace referencia en los contactos bilaterales.
España reconoció a Uzbekistán el 31 de diciembre de 1991 y estableció relaciones diplomáticas el 18 de marzo de 1992. Desde septiembre de 1992 mantiene acreditado en Uzbekistán a su Embajador en Moscú. Uzbekistán tuvo acreditado en Madrid a su Embajador en París desde 1999 hasta 2007.
En enero de 2003, tuvo lugar una visita oficial del Presidente Karimov a España. Mantuvo encuentros con el Rey y el presidente del Gobierno. La visita tuvo escasa trascendencia política y económica para las relaciones bilaterales. Se firmaron un Memorando de Consultas entre los Ministerios de Asuntos Exteriores, un Acuerdo de Promoción y Protección Recíproca de Inversiones, y un Memorando de Cooperación entre la Universidad de Alcalá y el Ministerio de Educación Superior y Secundaria Especializada de Uzbekistán.
En 2007, Uzbekistán abrió Embajada residente en Madrid.

## Relaciones económicas
El comercio bilateral es escaso y avanza a base de operaciones puntuales. Sin embargo en los años 2010-2011 tuvo lugar un fuerte incremento.

## Cooperación
Hasta la fecha sólo dos operaciones españolas han dispuesto de financiación FAD. Una para la construcción de unas clínicas de maternidad. Otra destinada a la captación y bombeo de agua potable para la ciudad de Bujará, que se financió con un crédito mixto (8,1 millones euros del FAD en 2002). Ambos proyectos fueron terminados.
En Uzbekistán hay interés por la lengua y la cultura españolas. Unos 25.000 escolares repartidos en más de 100 escuelas secundarias de todo el país
estudian español como segunda lengua extranjera. La Universidad Estatal de Taskent cuenta con un departamento de español, integrado por 20 profesores
y unos 300 alumnos. Para el ciclo 2013-2014, hay un lector de la AECID en la Universidad de Lenguas Mundiales de Taskent.
Estudiantes uzbecos cursan regularmente estudios en España, merced a becas de los programas MAEC-AECID o de los europeos Erasmus Mundus y Tempus.

## Misiones diplomáticas residentes
- España no tiene embajada en Uzbekistán, pero su embajada en Moscú está también acreditada para este país.[5]
- Uzbekistán tiene una embajada en Madrid[6] y consulados honorarios en Madrid y Barcelona.[7]